# Brekr

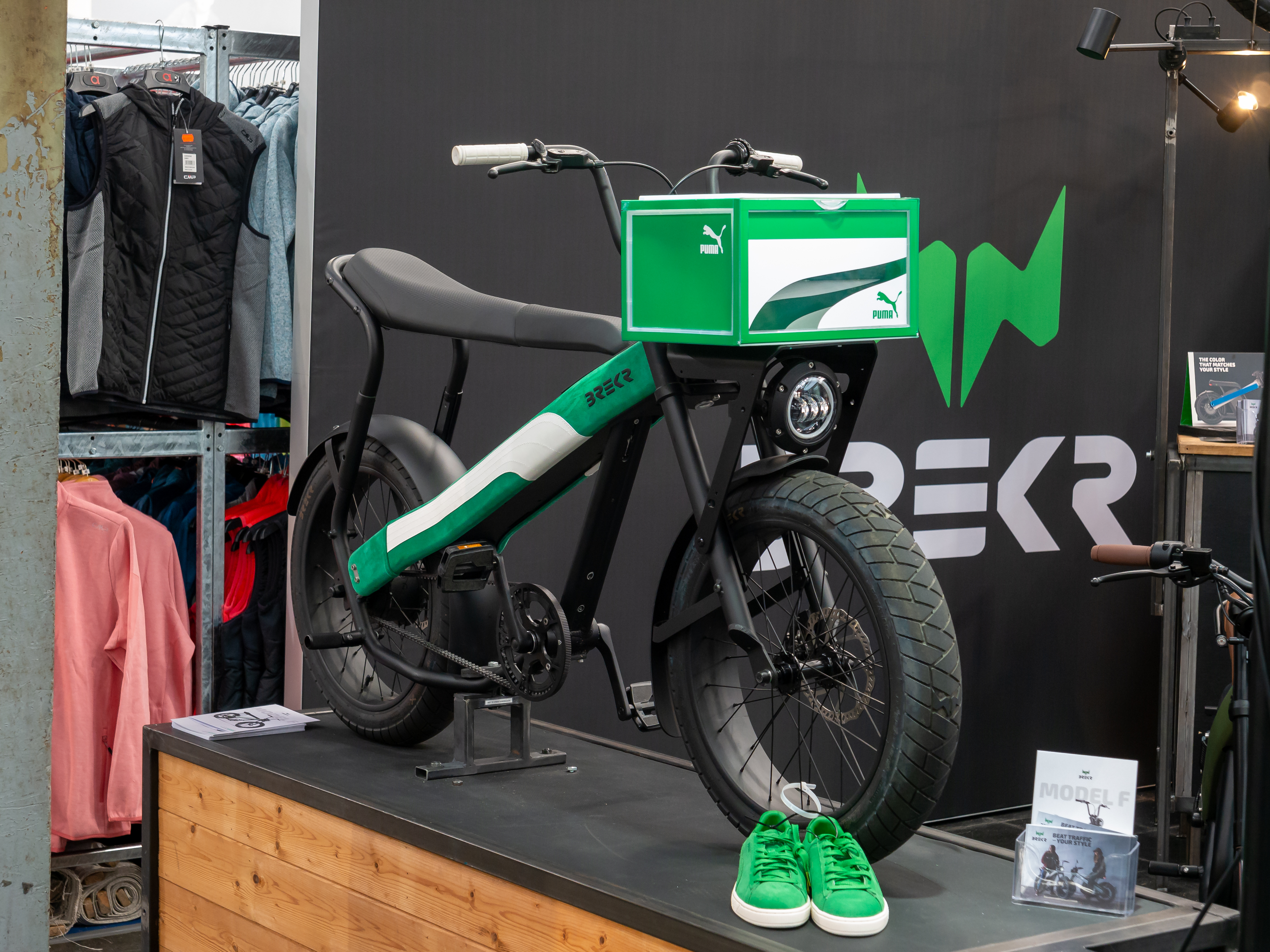
Brekr-fiets

Brekr is een Nederlands fietsmerk dat is opgericht in 2018 door Niels Willems en Jasper Hagendoorn. Het merk richtte zich vooral op de productie en verkoop van zogenaamde fatbikes en elektrische brommers. In 2024 richtte Brekr samen met Knaap, Doppio en PhatFour het Convenant Veilige Fatbikes Nederland op waarin ze pleitten meer handhaving door de politie, regelgeving tegen opvoeren en meer voorlichting.
In februari 2025 werd er faillissement aangevraagd. In een verklaring zeiden de oprichters dat het bedrijf in de problemen was gekomen door de coronaepidemie en toeleveringsproblemen in de Rode Zee.  In maart 2025 werd het merk gered door Ecomotion, de eigenaar van QWIC en AGU. 